# Puccio Roelens
Puccio Roelens, pseudonimo di Amleto Armando Roelens (Genova, 15 settembre 1919 – Roma, 30 luglio 1985), è stato un pianista, arrangiatore, direttore d'orchestra, compositore e produttore discografico italiano.

## Biografia
Dopo il diploma al Conservatorio, viene notato da Francesco Ferrari, all'epoca arrangiatore dell'orchestra Cetra di Pippo Barzizza, e si trasferisce a Torino per entrare in quest'orchestra come fisarmonicista.
Nel 1944, sempre chiamato da Ferrari, entra nell'orchestra dell'Eiar di Firenze; nel dopoguerra inizia a suonare come pianista in alcune orchestre jazz, partecipando ad alcune incisioni dei chitarristi Franco Cerri e Cosimo Di Ceglie, del trombettista Nino Impallomeni e dei direttori d'orchestra Gorni Kramer ed Enzo Ceragioli.
Nel 1948 forma una sua orchestra, con Pino Moschini alla tromba, Marcello Boschi al clarinetto, Tullio Tilli alle tastiere, Otello "Canapino" Canapa alla chitarra, Baldo Rossi al contrabbasso e Mario Vinciguerra alla batteria, con cui realizza alcuni 78 giri per la Odeon (alcune di queste incisioni sono state di recente pubblicate in CD); con Rossi e Canapino forma anche un trio, specializzato in cover strumentali di brani di Nat King Cole.
Nello stesso periodo compone alcune colonne sonore per film; collabora inoltre con la RAI, e nel 1953 realizza insieme al Quartetto Cetra, a Riz Ortolani e al maestro Francesco Ferrari il programma Sassofoni e vecchie trombette. L'impossibile storia del jazz.
Continua l'attività di pianista (accompagnando tra gli altri Nicola Arigliano) e realizza anche in collaborazione con il maestro Luigi Zito alcune sonorizzazioni per la RCA Italiana.
Proprio a quegli anni risale il suo incontro con Armando Sciascia: quando Sciascia fonda la Vedette chiama Roelens (che nel frattempo ha creato una sua orchestra utilizzando il nome d'arte Puccio Roelens) come collaboratore per seguire alcuni arrangiamenti e produzioni dell'etichetta, lavorando spesso con Francesco Anselmo, Al Korvin, Pino Presti, Gil Cuppini e Tullio De Piscopo.
Nel 1977 realizzò l'lp Rock Satellite, edito dalla RCA-Original Cast nella serie "SP" (lp destinati solitamente a sonorizzazioni per la RAI e non posti ufficialmente in vendita al pubblico). Bell'esempio di jazz/funk alla cui realizzazione parteciparono, tra gli altri, Enzo Restuccia, Al Korvin, Enrico Pieranunzi, Renato Serio, Antonello Vannucchi, Dino Piana, Oscar Valdambrini e Silvano Chimenti.
Roelens inciderà anche alcuni album in proprio con sue composizioni e versioni strumentali di successi internazionali; lavora inoltre per la RAI, dirigendo l'orchestra della trasmissione Più che altro un varietà, e realizzando sigle televisive (la più nota è quella per Piccolo Slam, Toccami, cantata da Stefania Rotolo).
Negli anni ottanta dirada l'attività, fino alla scomparsa.

## Discografia parziale

### 33 giri
- 1959: Musiche di autori italiani contemporanei (RCA Italiana/Custom RAL 11; serie Mercurio; con il maestro Luigi Zito; inciso come Amleto Roelens)
- 1970: Ciao musica (Phase 6 Vedette VPAS 871; come Puccio Roelens Orchestra)
- 1970: Musica in controluce (Phase 6 Vedette VPAS 872; come Puccio Roelens Orchestra)
- 1971: Musiche da grandi films (Phase 6 Vedette VPAS 876; come Puccio Roelens Orchestra)
- 1971: Primo Canale (Phase 6 Vedette VPAS ; come Puccio Roelens Orchestra)
- 1976: Research of sound (Edizioni Musicali EDI-PAN SML 102, Roma)
- 1977: Rock satellite (RCA Original Cast SP 10065) disco fuori commercio, sonorizzazione per uso interno RAI
- 1980: Balance (RCA Original Cast SP 10065)

- 1995: Galleria del jazz italiano 1946-1948 (CD allegato alla rivista Audion, che contiene alcune incisioni realizzate da Roelens e pubblicate, fino a quel momento, solo su 78 giri)
- 1998: Beat psichedelico alla celluloide (Giallo Records, SAF 028; antologia in cui Roelens è presente con il solo brano Due per due)

## Canzoni scritte da Puccio Roelens
- 1962: Occhi senza lacrime per Pierfilippi, Cocky Mazzetti (testo di Eros Macchi)
- 1964: Il surf della camomilla per Paola Pitagora (testo di Paola Gargaloni)
- 1966: Quattro Settimane per Mimì Bertè (testo di Giancarlo Guardabassi)
- 1969: Dicono che per Elisabetta (testo di Giorgio Calabrese)
- 1977: Toccami per Stefania Rotolo (in collaborazione con Sammy Barbot; testo di Marcello Mancini)

## I principali arrangiamenti di Puccio Roelens
- 1979: Stasera l'aria è fresca/Passeggiata (45 giri) di Goran Kuzminac
- 1996: Per questo grande ed infinito amore di Orietta Berti

## Programmi radio RAI
- Noi duri, programma di Leo Chiosso e Felice Andreasi, con Felice Andreasi, Femi Benussi e Vittoria Lottero, musiche di Puccio Roelens regia di Adriana Parrella (1975)

## Le principali colonne sonore realizzate da Puccio Roelens
- 1966: Yankee, regia di Tinto Brass; con Nini Rosso